# Орищенко, Николай Николаевич
Николай Николаевич Орищенко (1925—2014) — участник Великой Отечественной войны, командир орудия 6-го гвардейского стрелкового полка (2-я гвардейская Таманская стрелковая дивизия, Отдельная Приморская армия), гвардии младший сержант. Герой Советского Союза.

## Биография
Родился 7 января 1925 года на хуторе Андреевский ныне Моздокского района Республики Северная Осетия − Алания в семье крестьянина. Русский.
Жил и учился в Азербайджане, а среднюю школу окончил в 1942 году в городе Орджоникидзе (ныне Владикавказ) Северной Осетии.
В Красной Армии с 1942 года, в этом же году на фронте Великой Отечественной войны. Член КПСС с января 1944 года.
Комсомолец гвардии младший сержант Николай Орищенко особо отличился 20 ноября 1943 года в боях северо-восточнее города Керчь. Когда взрывом вражеского снаряда было повреждено орудие, приказал бойцам расчёта занять оборону, а сам с наводчиком исправил повреждение и вновь открыл огонь. Враг вынужден был отступить. Уничтожил несколько танков, САУ, бронетранспортёров и до 100 фашистских солдат. Дважды был ранен.
После войны продолжил службу в Вооружённых силах СССР. В 1945 году окончил Одесское артиллерийское училище, в 1953 году — Артиллерийскую радиотехническую академию. С 1954 по 1987 годы Орищенко служил в Ростовском высшем военно-командном училище (ныне ВАИУ) начальником лаборатории, преподавателем, начальником НИЛ, начальником кафедры. Н. Н. Орищенко — кандидат технических наук, доцент, автор многих научных работ и изобретений.
В 1987 году уволился в отставку в звании полковника и жил в Ростове-на-Дону. Работал доцентом кафедры в Ростовском военном институте ракетных войск имени Главного маршала артиллерии Неделина М. И.
Умер 14 октября 2014 года в Ростове-на-Дону.

## Награды
- Звание Героя Советского Союза с вручением ордена Ленина и медали «Золотая Звезда» (№ 4044) гвардии младшему сержанту Орищенко Николаю Николаевичу присвоено 16 мая 1944 года.

В наградном листе Орищенко Н. Н. записано:

«Смелый и решительный воин, товарищ Орищенко, не раз громивший вражеские полчища на Кубани и таманском полуострове, имеющий на своём счету только за время боёв на Таманском полуострове 2 подбитых танка, самоходную пушку, две автомашины с боеприпасами, много уничтоженных и подавленных огневых точек, подбивший на Керченском полуострове самоходную пушку, уничтоживший значительное количество живой силы противника, достоин высокой правительственной награды — присвоения звания Героя Советского Союза».

- Награждён двумя орденами Отечественной войны 1-й степени, орденом «За службу Родине в ВС СССР» 3-й степени, орденом Славы 3-й степени, двумя медалями «За отвагу», медалью «За боевые заслуги» и другими медалями.
- Также награждён орденом Атамана Платова (2012)[1].

## Память
- На доме в Ростове-на-Дону по проспекту Нагибина, д. 27, где жил Герой, установлена мемориальная доска[2].
- Гимназии №25 в Ростове-на-Дону, расположенной на улице Погодина, 5а, присвоено имя Героя Орищенко Н.Н[3].